# Angles complémentaires
Pour les articles homonymes, voir Complémentaire.
Ne doit pas être confondu avec Angles supplémentaires.

Les angles α et β sont des angles complémentaires adjacents, car la somme de leurs mesures fait 90 degrés.

Deux angles sont dits angles complémentaires lorsque leur somme fait 90 degrés.
Deux angles adjacents complémentaires forment un angle droit de 90 degrés. 
En géométrie euclidienne, les deux angles aigus d'un triangle rectangle sont complémentaires, car le troisième angle est un angle droit et la somme des angles d'un triangle vaut 180 degrés.
Si deux angles sont supplémentaires, leurs moitiés sont complémentaires.
Lorsque deux angles sont complémentaires, le cosinus de l'un est égal au sinus de l'autre.
L'adjectif « complémentaire » provient du latin vulgaire complementum, qui dérive de la quatrième forme de conjugaison du verbe latin complere, c'est-à-dire « qui a été rempli ». Un angle aigu est rempli par son complément pour former un angle droit (un angle facile à construire à partir d'un segment de droite).